# Greenland (geologi)
| Kvartär de senaste 2,58 miljoner åren | Kvartär de senaste 2,58 miljoner åren | Kvartär de senaste 2,58 miljoner åren | Kvartär de senaste 2,58 miljoner åren |
| Period (System)                       | Epok (Serie)                          | Ålder (Etage)                         | Miljoner år sedan                     |
| ------------------------------------- | ------------------------------------- | ------------------------------------- | ------------------------------------- |
| Kvartär                               | Holocen                               | Meghalaya                             | 0,004–0,000                           |
| Kvartär                               | Holocen                               | Northgrip                             | 0,008–0,004                           |
| Kvartär                               | Holocen                               | Greenland                             | 0,012–0,008                           |
| Kvartär                               | Pleistocen                            | Övre                                  | 0,129–0,012                           |
| Kvartär                               | Pleistocen                            | Chiba                                 | 0,774–0,129                           |
| Kvartär                               | Pleistocen                            | Calabria                              | 1,80–0,774                            |
| Kvartär                               | Pleistocen                            | Gela                                  | 2,58–1,80                             |
| Neogen                                | Pliocen                               | Piacenza                              | tidigare                              |

Greenland är en geologisk tidsålder som varade från cirka 11 700 till 8 200 år sedan. Den utgör den första geologiska åldern eller etagen inom Holocen. Åldern är uppkallad efter det engelska namnet för Grönland. Där har iskärnor från inlandsisen varit av avgörande betydelse för förståelsen av klimatets utveckling över dessa tidsintervall.
Greenlandtiden sammanfaller i hög grad med preboreal tid i Skandinavien. Den startade mot slutet av den senaste stora nedisningen (Weichsel), närmare bestämt vid slutet av Yngre dryas för cirka 11 700 år sedan. Under greenland smälte det mesta bort av inlandsisarna över Skandinavien och Kanada. Havsytan steg under åldern med cirka 60 meter och översvämmade stora delar av tidigare barlagda kontinentalsocklar, t.ex. Doggerland som översvämmades av Nordsjöns vatten. Greenlandtiden löpte fram till för cirka 8 200 år sedan, då den ersätts av åldern northgrip. 
| Kvartär Klimatskeden i Norra Europa | Kvartär Klimatskeden i Norra Europa   | Kvartär Klimatskeden i Norra Europa |
| Glacial / Interglacial              | Stadial / Kron Syreisotopstadium, MIS | Tusental år sedan                   |
| ----------------------------------- | ------------------------------------- | ----------------------------------- |
| Flandern (Holocen) värmetid MIS 1   | Subatlantisk tid                      | 2,6–0,0                             |
| Flandern (Holocen) värmetid MIS 1   | Subboreal tid                         | 5,8–2,6                             |
| Flandern (Holocen) värmetid MIS 1   | Atlantisk tid                         | 9,0–5,8                             |
| Flandern (Holocen) värmetid MIS 1   | Boreal tid                            | 9,9–9,0                             |
| Flandern (Holocen) värmetid MIS 1   | Preboreal tid                         | 11,7–9,9                            |
| Weichsel istid                      | Yngre dryas                           | 13–11,7                             |
| Weichsel istid                      | Alleröd                               | 14–13                               |
| Weichsel istid                      | Äldre dryas                           | 14                                  |
| Weichsel istid                      | Bölling                               | 15–14                               |
| Weichsel istid                      | Äldsta dryas                          | 16–15                               |
| Weichsel istid                      | Weichsels huvudfas MIS 2              | 24–16                               |
| Weichsel istid                      | Mellersta Weichsel MIS 4–3            | 70–24                               |
| Weichsel istid                      | Odderade - MIS 5a                     | 80–70                               |
| Weichsel istid                      | Rederstall - MIS 5b                   | 90–80                               |
| Weichsel istid                      | Brörup - MIS 5c                       | 100–90                              |
| Weichsel istid                      | Herning - MIS 5d                      | 115–100                             |
| Eem                                 | Eem - MIS 5e                          | 126–115                             |
| Saale istid                         | Warthe - MIS 6 Drenthe - MIS 6        | 200–126                             |
| Saale istid                         | Dömnitz - MIS 7                       | 240–200                             |
| Saale istid                         | Fuhne - MIS 8                         | 300–240                             |
| Holstein                            | MIS 9                                 | 320–300                             |
| Elster                              | MIS 10                                | 380–320                             |
| Cromer                              | MIS 21–11                             | 860–380                             |
| Bavel                               | MIS 63–22                             | 1800–860                            |
| Menap                               | MIS 63–22                             | 1800–860                            |
| Waal                                | MIS 63–22                             | 1800–860                            |
| Eburon                              | MIS 63–22                             | 1800–860                            |
| Tegelen                             | MIS 103–64                            | 2600–1800                           |
| Pretegelen                          | MIS 103–64                            | 2600–1800                           |